# Barbacenia filamentifera
Barbacenia filamentifera är en enhjärtbladig växtart som beskrevs av Lyman Bradford Smith och Edward Solomon Ayensu. Barbacenia filamentifera ingår i släktet Barbacenia och familjen Velloziaceae. Inga underarter finns listade.